# Walter Stain
Walter Stain (* 27. Dezember 1916 in Prag, Österreich-Ungarn; † 3. Februar 2001 in Mainstockheim) war ein deutscher Politiker (SdP, NSDAP, GB/BHE, GDP) und Vertriebenenfunktionär (Mitbegründer und Vorstandsmitglied des Witikobundes).

## Leben
Walter Stain wuchs in Neuern auf. Er besuchte zunächst die Oberrealschule und anschließend die Deutsche Technische Hochschule Brünn. Während seines Studiums wurde er 1935 Mitglied der Burschenschaft Moravia Brünn (1954 der Würzburger Burschenschaft Arminia). Er begann zunächst im Holzgeschäft seines Stiefvaters zu arbeiten. Stain begann seine politische Laufbahn in der Sudetendeutschen Partei (SdP) unter Führung von Konrad Henlein. Ein Sudetendeutsches Freikorps, das vom Reich aus die Tschechoslowakei militärisch bekämpfte, zählte ihn zu seinen Mitgliedern. Nach 1938 trat er der NSDAP bei. Er wurde zudem Führer der Hitlerjugend sowie „Gaujugendführer“ des NS-Turnerbundes. Ab 1939 Kriegsteilnahme als Fallschirmjäger, zuletzt im Offiziersrang. 1946 wurde er aus italienischer Kriegsgefangenschaft entlassen. Anschließend ließ er sich in Mainstockheim als Holzkaufmann und Kohlenhändler nieder.
Nach dem Ende des Zweiten Weltkriegs und der Vertreibung der Sudetendeutschen wurde er Mitbegründer und Vorstandsmitglied des Witikobundes. Als bayerischer Landtagsabgeordneter des GB/BHE vom 27. November 1950 bis zum 6. Dezember 1962 im Wahlkreis Unterfranken amtierte er unter Ministerpräsident Hans Ehard (CSU) 1950 auch als Staatssekretär im bayerischen Innenministerium, der damalige Innenminister Wilhelm Hoegner (SPD) war sein direkter Vorgesetzter. Als Hoegner 1954 Ministerpräsident wurde, avancierte Stain im Dezember 1954 zum Bayerischen Staatsminister für Arbeit und Soziales (bis 1962). In seine Zuständigkeit fiel nun auch die Fürsorge für Heimatvertriebene und Flüchtlinge, die zuvor im Innenministerium ressortiert hatte.
Er war auch verantwortlich für die Einstellung des ehemaligen SS-Hauptsturmführers Walter Hergl als Kanzleichef und beschäftigte Friedrich Priller, ebenfalls ein ehemaliger SS-Hauptsturmführer, als persönlichen Referenten. Nach dem Rücktritt Hoegners 1957 blieb Stain bis Dezember 1962 Arbeitsminister unter Ministerpräsident Ehard, ein Jahr lang war er in dieser Zeit stellvertretender Ministerpräsident. Abgelöst wurde er durch Paul Strenkert. Als seine Partei 1957 aus dem Bundestag ausschied, verschaffte er Ex-Parlamentariern in Bayern Regierungsstellen, so unter anderem Wilfried Keller, Johannes Strosche und Reinhold Kolarczyk, und gegen die Proteste des Betriebsrats dem ehemaligen stellvertretenden Gauleiter und SA-Brigadeführer Fritz Köllner eine Stelle als Chef der Gewerbeaufsichtsabteilung.
1962 leitete Stain den Landeswahlkampf der mittlerweile in Gesamtdeutsche Partei (GDP) umbenannten BHE, die bei der Landtagswahl in Bayern nicht mehr ins Parlament gewählt wurde. Sie erreichte zwar 5,1 Prozent der Stimmen, aber in keinem der Regierungsbezirke 10 Prozent, was damals die Hürde für einen Einzug ins Landesparlament darstellte.
Von 1986 bis 1989 war Stain Bundesvorsitzender des Witikobundes.
Den Bayerischen Verdienstorden erhielt er am 16. Januar 1961.

## Politisches Denken
Auf einem Delegiertentag des Bundes der Vertriebenen in Würzburg hat der bayerische Arbeitsminister Stain die Ansicht vertreten, allein mit der Eingliederung sei das Vertriebenenproblem nicht gelöst. Es fehle am Grund und Boden: ‚Wir dürfen nicht vergessen, daß Deutschland wieder mehr Lebensraum finden kann bei Nachbarn, die diesen Raum nicht brauchen und ihn mit Sklavenarbeitern für ihre Kolchosen besetzt halten.’ so FAZ, 12. Mai 1961; nur das Zitat Deutsche Zeitung, 12. Mai 1961